# Lucilia
Lucilia este un gen de muște din familia Calliphoridae.

## Specii[1]
- Lucilia adisoemartoi
- Lucilia aestuans
- Lucilia affinis
- Lucilia agilis
- Lucilia amoena
- Lucilia ampullacea
- Lucilia andrewsi
- Lucilia angustifrons
- Lucilia angustifrontata
- Lucilia appendicifera
- Lucilia ardens
- Lucilia arrogans
- Lucilia arvensis
- Lucilia aurata
- Lucilia aureovultu
- Lucilia azurea
- Lucilia bazini
- Lucilia benigna
- Lucilia bicolor
- Lucilia bismarckensis
- Lucilia blanda
- Lucilia bufonivora
- Lucilia caerulea
- Lucilia caeruleiviridis
- Lucilia caerulescens
- Lucilia caesar
- Lucilia caesarina
- Lucilia caesarion
- Lucilia caesia
- Lucilia calidula
- Lucilia calviceps
- Lucilia campestris
- Lucilia carbunculus
- Lucilia chini
- Lucilia chrysella
- Lucilia chrysigastris
- Lucilia chrysis
- Lucilia cinctella
- Lucilia cluvia
- Lucilia coccinea
- Lucilia coelestis
- Lucilia coeruleiviridis
- Lucilia cognata
- Lucilia consobrins
- Lucilia cornicina
- Lucilia corusca
- Lucilia cuprea
- Lucilia cuprina
- Lucilia cyanea
- Lucilia cyanella
- Lucilia cylindrica
- Lucilia deceptor
- Lucilia decora
- Lucilia delicatula
- Lucilia deses
- Lucilia diffusa
- Lucilia dimidiata
- Lucilia discolor
- Lucilia diversa
- Lucilia dives
- Lucilia docilis
- Lucilia dolosa
- Lucilia dorsalis
- Lucilia dulcis
- Lucilia elegans
- Lucilia elongata
- Lucilia erythraea
- Lucilia exilis
- Lucilia eximia
- Lucilia facialis
- Lucilia fastuosa
- Lucilia fausta
- Lucilia favilla
- Lucilia fayeae
- Lucilia fervida
- Lucilia flagrans
- Lucilia flamma
- Lucilia flammea
- Lucilia flammula
- Lucilia flavipalpis
- Lucilia floralis
- Lucilia foetida
- Lucilia fulgens
- Lucilia fulges
- Lucilia fulgida
- Lucilia fulvicornis
- Lucilia fulvifrons
- Lucilia fulvipes
- Lucilia fumicosta
- Lucilia fuscipalpis
- Lucilia gemma
- Lucilia gemula
- Lucilia glabrata
- Lucilia graphita
- Lucilia gratiosa
- Lucilia gressitti
- Lucilia hainanensis
- Lucilia hilaris
- Lucilia hirsutula
- Lucilia hyacinthina
- Lucilia ignea
- Lucilia ignita
- Lucilia illustris
- Lucilia impatiens
- Lucilia incisuralis
- Lucilia inclyta
- Lucilia infernalis
- Lucilia ingenua
- Lucilia insignis
- Lucilia insignita
- Lucilia iris
- Lucilia japuhybensis
- Lucilia juvensis
- Lucilia labialis
- Lucilia laetatoria
- Lucilia laevis
- Lucilia lenis
- Lucilia lepida
- Lucilia libera
- Lucilia limbata
- Lucilia limpidpennis
- Lucilia littoralis
- Lucilia locuples
- Lucilia lucigerens
- Lucilia luteicornis
- Lucilia magnifica
- Lucilia maialis
- Lucilia marginalis
- Lucilia marginata
- Lucilia meigenii
- Lucilia metallica
- Lucilia mexicana
- Lucilia micans
- Lucilia mirifica
- Lucilia modesta
- Lucilia modica
- Lucilia nigriceps
- Lucilia nigrifrons
- Lucilia nigrocoerulea
- Lucilia nitida
- Lucilia nitidula
- Lucilia notata
- Lucilia nuptialis
- Lucilia obscurella
- Lucilia obscuripalpis
- Lucilia ovatrix
- Lucilia pallescens
- Lucilia pallipes
- Lucilia papuensis
- Lucilia pauperata
- Lucilia peruviana
- Lucilia pilosa
- Lucilia pilosiventris
- Lucilia pionia
- Lucilia polita
- Lucilia porphyrina
- Lucilia praestans
- Lucilia prasina
- Lucilia pratensis
- Lucilia pretiosa
- Lucilia princeps
- Lucilia problematica
- Lucilia prompta
- Lucilia propinqua
- Lucilia pruinosa
- Lucilia pubescens
- Lucilia pulchella
- Lucilia pumicea
- Lucilia purpurascens
- Lucilia purpurea
- Lucilia purpurescens
- Lucilia pyrochroa
- Lucilia pyrois
- Lucilia pyropus
- Lucilia quieta
- Lucilia regalis
- Lucilia retroversa
- Lucilia rica
- Lucilia richardsi
- Lucilia rostrellum
- Lucilia rubicornis
- Lucilia rubrella
- Lucilia ruficeps
- Lucilia rutila
- Lucilia salazarae
- Lucilia sapphirea
- Lucilia scintilla
- Lucilia scutellaris
- Lucilia sericata
- Lucilia setosa
- Lucilia shansiensis
- Lucilia shenyangensis
- Lucilia silvarum
- Lucilia sinensis
- Lucilia snyderi
- Lucilia socialis
- Lucilia solers
- Lucilia soror
- Lucilia spectabilis
- Lucilia subtilis
- Lucilia sumptuosa
- Lucilia taiwanica
- Lucilia taiyanensis
- Lucilia tenera
- Lucilia teres
- Lucilia thatuna
- Lucilia thoracica
- Lucilia tomentosa
- Lucilia umbrosa
- Lucilia urens
- Lucilia vaga
- Lucilia valida
- Lucilia varipalpis
- Lucilia venusta
- Lucilia vernalis
- Lucilia viatrix
- Lucilia vicina
- Lucilia violacea
- Lucilia violacina
- Lucilia virgo
- Lucilia viridana
- Lucilia viridis
- Lucilia viridula
- Lucilia viridulans
- Lucilia viva